# 1994-es jégkorong-világbajnokság
Az 1994-es jégkorong-világbajnokság az 58. világbajnokság volt, amelyet a Nemzetközi Jégkorongszövetség szervezett. A vb-ken a csapatok négy szinten vettek részt. A világbajnokságok végeredményei alapján alakult ki az 1995-ös jégkorong-világbajnokság csoportjainak mezőnye.

## A csoport
1–12. helyezettek
- Kanada – Világbajnok
- Finnország
- Svédország
- Egyesült Államok
- Oroszország
- Olaszország
- Csehország
- Ausztria
- Németország
- Franciaország
- Norvégia
- Nagy-Britannia – Kiesett a B csoportba

## B csoport
13–20. helyezettek
- Svájc – Feljutott az A csoportba
- Lettország
- Lengyelország
- Japán
- Dánia
- Hollandia
- Románia
- Kína – Kiesett a C csoportba

## C csoport
Hivatalos jelzése: C1 csoport
21–28. helyezettek
- Szlovákia – Feljutott a B csoportba
- Fehéroroszország
- Ukrajna
- Kazahsztán
- Szlovénia
- Magyarország
- Bulgária
- Észak-Korea – Kiesett a D csoportba

## D csoport
Hivatalos jelzése: C2 csoport
29–36. helyezettek
- Észtország – Feljutott a C csoportba
- Spanyolország
- Dél-Korea
- Horvátország
- Belgium
- Ausztrália
- Izrael
- Dél-afrikai Köztársaság